# Loudéac
Loudéac (in bretone Loudieg) è un comune francese di 10 433 abitanti situato nel dipartimento delle Côtes-d'Armor nella regione della Bretagna.

## Società

### Evoluzione demografica
Abitanti censiti

## Amministrazione

### Gemellaggi
- Büdingen